# Syzygium cinnamomeum
Syzygium cinnamomeum är en myrtenväxtart som först beskrevs av António José Rodrigo Vidal, och fick sitt nu gällande namn av Elmer Drew Merrill. Syzygium cinnamomeum ingår i släktet Syzygium och familjen myrtenväxter.
Artens utbredningsområde är Filippinerna. Inga underarter finns listade i Catalogue of Life.